# EMP1
EMP1‏ (Epithelial membrane protein 1) هوَ بروتين يُشَفر بواسطة جين EMP1 في الإنسان.